# Семашко Людмила Миколаївна
Людмила Миколаївна Семашко (нар. 9 жовтня 1947) — радянський і український художник по гриму.

## Життєпис
Народ. 9 жовтня 1947 р. у м. Ківіилі (Естонська РСР). Закінчила Одеське театрально-художнє училище (1974).
Працює на Київській кіностудії ім. О. П. Довженка. 
Член Національної Спілки кінематографістів України.

## Фільмографія
Брала участь у створенні кінокартин:
- «Два гусари» (1984, т/ф, 2 с)
- «Повернення Баттерфляй» (1982, у співавт.)
- «Чорна курка, або Підземні жителі» (1980)
- «Старі листи» (1981)
- «Така пізня, така тепла осінь» (1981)
- «Поцілунок» (1983)
- «Петля» (1983, т/ф, 3 с)
- «Володя великий, Володя маленький» (1985)
- «Золотий ланцюг» (1986)
- «Філер» (1987)
- «Дама з папугою» (1988)
- «Любов до ближнього» (1988)
- «Смиренне кладовище» (1989)
- «Розпад» (1990, у співавт.)
- «Снайпер» (1992)
- «Кілька любовних історій» (1994)
- «Будемо жити!» (1995, у співавт.)
- «F63.9 Хвороба кохання» (2013)
- «Нюхач» (2013, телесеріал) та ін.